# 금성초등학교 금계분교
금성초등학교 금계분교는 대한민국 충청남도 금산군 금성면 하신리에 있는 공립 초등학교이다.

## 학교 연혁
- 1946년 9월 1일 금성국민학교 하신분교장으로 설립
- 1956년 4월 3일 금계국민학교로 승격 개교
- 1982년 12월 28일 병설유치원 설립인가
- 1996년 3월 1일 금계초등학교로 개칭
- 2009년 3월 1일 금성초등학교 금계분교로 격하

## 참고 자료
- 금성초등학교금계분교장 - 한국교육학술정보원 학교알리미